# Брајарклиф Ејкерс (Јужна Каролина)
Брајарклиф Ејкерс (енгл. Briarcliffe Acres) град је у америчкој савезној држави Јужна Каролина.

## Демографија
По попису из 2010. године број становника је 457, што је 13 (-2,8%) становника мање него 2000. године.
| Група             | 2000.       | 2010.       |
| Белци             | 462 (98,3%) | 433 (94,7%) |
| Афроамериканци    | 4 (0,9%)    | 5 (1,1%)    |
| Азијати           | 1 (0,2%)    | 3 (0,7%)    |
| Хиспаноамериканци | 2 (0,4%)    | 5 (1,1%)    |
| Укупно            | 470         | 457         |